# El Gran Carlemany
El Gran Carlemany (svenska: Den mäktiga Karl den store) är Andorras nationalsång sedan den 8 september 1921. Texten är skriven av Enric Marfany Bons och musiken av Joan Benlloch i Vivo.

## Text
| På katalanska |
| --- |
| 1. El gran Carlemany, mon Pare dels alarbs em deslliurà, I del cel vida em donà de Meritxell, la gran Mare,      |
| 2. Princesa nasquí i Pubilla entre dues nacions neutral; Sols resto l'única filla de l'imperi Carlemany.         |
| 3. Creient i lliure onze segles, creient i lliure vull ser. Siguin els furs mos tutors i mos Prínceps defensors! |

Källa: